# The Far Field
The Far Field är ett musikalbum från 2017 av syntpopbandet Future Islands och gavs ut av skivbolaget 4AD. Detta är Future Islands femte studioalbum.

## Låtlista
Albumet innehåller tolv låtar.
1. Aladdin – (4:13)
2. Time on Her Side – (3:38)
3. Ran – (3:25)
4. Beauty of the Road – (4:09)
5. Cave – (3:51)
6. Through the Roses – (3:14)
7. North Star – (3:35)
8. Ancient Water – (3:55)
9. Candles – (3:56)
10. Day Glow Fire – (3:49)
11. Shadows – (4:05)
12. Black Rose – (3:24)

## Medverkande

### Future Islands
- William Cashion – Elbas, gitarr, ukulele
- Samuel T. Herring – Sång
- Michael Lowry – Slagverk, trummor
- Gerrit Welmers – Keyboard, musikprogrammering

### Övriga
- Daphne Chen – Violin
- Jason Colby – Trumpet
- Nick Daley – Trombon
- Richard Dodd – Cello
- Eric Gorfain – Violin
- Jordan Katz – Flygelhorn, trumpet
- Leah Katz – Viola
- David Ralicke – Trombon
- Andres Trujillo – Tuba

Källa: 